# Nature Cat
Nature Cat je americký animovaný televizní seriál vysílaný v letech 2015 na stanici PBS Kids.

## Děj
Série sleduje Freda, domácí kočku, která sní o objevování všeho, co je venku. Jakmile jeho rodina ráno odejde, promění se v Nature Cat, která nedočkavě vyrazí do přírody. Fred má však jeden problém: schází mu instinkty pro pobyt venku. 
Prostřednictvím zážitků z učení postav má tato série v úmyslu povzbudit děti, aby se podobně zapojily do rozvoje přírody a porozuměly jí.

## Obsazení
| Postava    | Originální dabing |
| ---------- | ----------------- |
| Nature Cat | Taran Killam      |
| Squeeks    | Kate McKinnonová  |
| Daisy      | Kate Micucci      |
| Hal        | Bobby Moynihan    |
| Ronald     | Kenan Thompson    |